# Масерија Грасо (Беневенто)
Масерија Грасо је насеље у Италији у округу Беневенто, региону Кампанија.
Према процени из 2011. у насељу је живело 20 становника. Насеље се налази на надморској висини од 244 м.